# Kenigseg CCX
Kenigseg CCX je sportski automobil švedskog proizvođača Kenigseg. Naslednik je model Kenigseg CCR. CCX je napravljen za američko tržište i osnovni model košta oko $540,000 (€370,000) ali sa svim ekstra opcijama košta $610,000 (€415,000). CCX se prvi put pojavio na februara 2006. na Ženevskom auto sajmu. Može se dobiti i kao CCXR varijanta a razlika je u tome da CCXR koristi drugo gorivo i punjenje pa samim tim postiže 25% više snage nego CCX.

## Performanse
CCX dostiže brzinu od 0-100 km/h za 3,2 sekunde. Po navodima proizvođača auto dostiže brzinu od 395 km/h ali nije zvanično testiran. Motor ima 4.7 litra, V8, razvija 601 KW snage pri 6900 rpm (obrtaja u minuti) i troši 17 litara benzin od 91 oktana na 100 kilometara. CCX ima manuelni menjač sa 6 brzina. 
Kenigseg CCX je bio 18 meseci najbrži automobil na svetu, po BBC auto emisiji. Kenigseg CCXR je ekološki bolji jer koristi etanol E85. Proizvodi 760 kW snage pri 7200 rpm. Tako po snazi spada u drugi najsnažniji automobil na svetu, odmah iza SSC Aero. 

## Spoljašnje veze
- Zvanični sajt Kenigsegg CCX (језик: енглески)
- Snimak na YouTube
- Video[мртва веза]
- Časovnik Edox CCX, brošura (језик: енглески)
- Časovnici Quinting za Koenigsegg (језик: енглески)